# Sten Mellgren
Sten Robert Fredrik Mellgren, född 28 augusti 1900 i Oskarshamn, död 3 september 1989 i Sofia församling i Stockholm, var en svensk fotbollsspelare som blev olympisk bronsmedaljör i Paris 1924.
Sten Mellgren är gravsatt i minneslunden på Skogskyrkogården i Stockholm.

### Webbsidor
- Profil på sports-reference.com
- Lista på landslagsspelare, svenskfotboll.se, läst 2013 01 29
- "Olympic Football Tournament Paris 1924", fifa.com, läst 2013 01 30
- Svenska medaljörer - Sveriges Olympiska Kommitté
- Mellgren, Sten Robert F. på SvenskaGravar.se